# Bezzia curtiforceps
Bezzia curtiforceps är en tvåvingeart som beskrevs av Maurice Emile Marie Goetghebuer 1929. Bezzia curtiforceps ingår i släktet Bezzia och familjen svidknott. Inga underarter finns listade i Catalogue of Life.